# Reinhild Möller
Reinhild Möller, född 24 februari 1956 i Rengshausen, Knüllwald, Hessen, en tysk alpin skidåkare.

## Vinster
- Paralympiska vinterspelen 2006 
  - Silver, utförsåkning stående